# Gare de Roujan - Neffiès
La gare de Roujan - Neffiès est une gare ferroviaire française (fermée) de la ligne de Faugères à Paulhan, située sur le territoire de la commune de Roujan, à proximité de Neffiès, dans le département de l'Hérault en région Occitanie.
Elle est mise en service en 1875 par la Compagnie des chemins de fer du Midi et du Canal latéral à la Garonne, avant de devenir en 1938 une gare de la Société nationale des chemins de fer français (SNCF). 
La gare, comme la ligne, est fermée en 1970, pour le trafic voyageurs, et en 1972 pour celui les marchandises. Le bâtiment voyageurs est devenu une habitation privée.

## Situation ferroviaire
Établie à 88 mètres d'altitude, la gare de Roujan - Neffiès est située au point kilométrique (PK) 478,789 de la ligne de Faugères à Paulhan, entre les gares de Gabian et de Caux.
Voir le schéma de la ligne de Faugères à Paulhan.

## Histoire
La gare de Roujan - Neffiès est mise en service le 29 mars 1875 par la Compagnie des chemins de fer du Midi et du Canal latéral à la Garonne, lorsqu'elle ouvre à l'exploitation la section de Paulhan à Roujan - Neffiès, première section de sa ligne de ligne de Faugères à Paulhan. Elle devient une gare de passage lors de l'ouverture de la section suivante jusqu'à Gabian le 15 décembre 1876.
En 1879, une boite mobile pour les dépêches est placée dans la station, elle est relevée par les trains utilisés pour le transport des dépêches, cela représente six levées quotidiennes.
Le 13 décembre 1882, le Conseil municipal de Roujan émet un vœu pour l'arrêt de tous les trains. En mai 1880, l'administration lui répond que la desserte actuelle, quatre trains dans un sens et trois dans l'autre, lui semble suffisant par rapport à l'importance de la station.
Au début des années 1970, la fermeture du trafic voyageurs le 14 novembre 1970 et celui des marchandises le 3 avril 1972, entrainent la fermeture de la gare.

## Service des voyageurs
Gare fermée et désaffectée sur une ligne fermée.

## Patrimoine ferroviaire
L'ancien bâtiment voyageur de la Compagnie des chemins de fer du Midi et du Canal latéral à la Garonne est toujours présent. Désaffecté il est devenu une habitation privée qui a conservé « l'ancien lieu d'aisance ». C'est également le cas de la halles à marchandises.